# Fitilieu
Fitilieu est une ancienne commune française située dans le département de l'Isère en région Auvergne-Rhône-Alpes, devenue, le 1er janvier 2016, une commune déléguée de la commune nouvelle des Abrets en Dauphiné.

## Géographie

### Voies de communication et transports

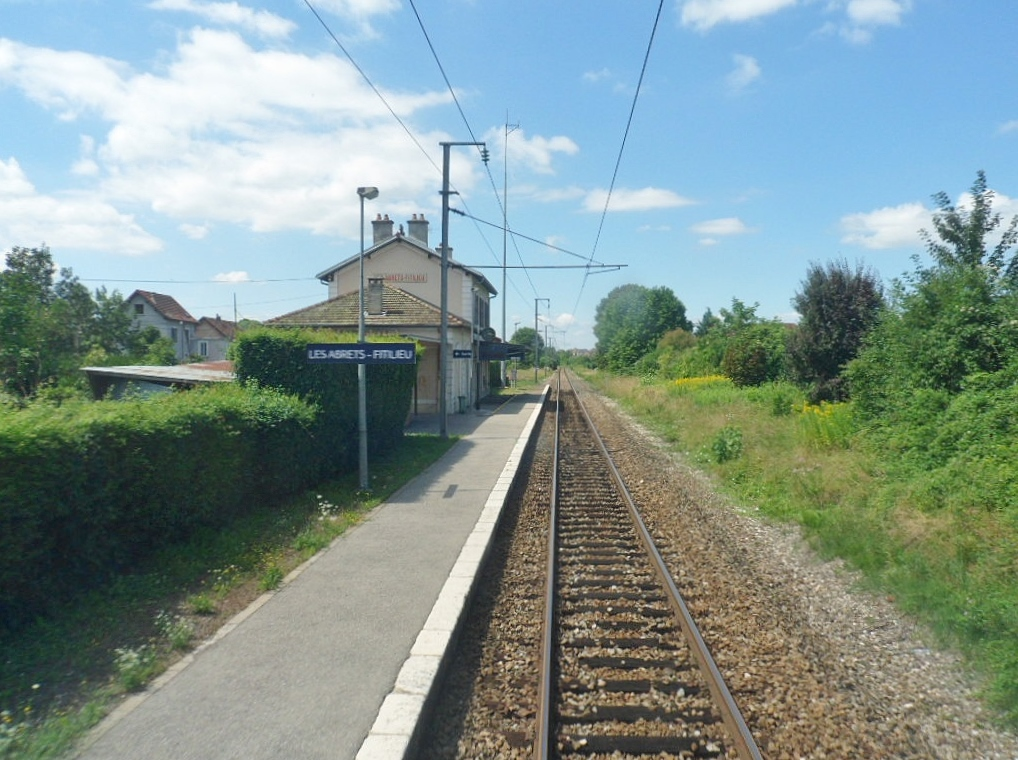
Vue de la gare en direction de Lyon.

- Gare des Abrets - Fitilieu

## Histoire
Le village existait sous le nom de Fitillieu sous l'ancien régime, où il figure sur la carte de Cassini.

## Politique et administration
| Période                                  | Période   | Identité                | Étiquette | Qualité |
| ---------------------------------------- | --------- | ----------------------- | --------- | ------- |
| mars 1981                                | mars 2001 | M. Gérard Martinelli    | ...       | ...     |
| mars 2001                                | mars 2014 | M. Hubert Gros          | ...       | ...     |
| mars 2014                                | En cours  | M. Benjamin Gastaldello | ...       | ...     |
| Les données manquantes sont à compléter. |           |                         |           |         |

## Démographie
L'évolution du nombre d'habitants est connue à travers les recensements de la population effectués dans la commune depuis 1793. À partir du 1er janvier 2009, les populations légales des communes sont publiées annuellement dans le cadre d'un recensement qui repose désormais sur une collecte d'information annuelle, concernant successivement tous les territoires communaux au cours d'une période de cinq ans. 
Pour les communes de moins de 10 000 habitants, une enquête de recensement portant sur toute la population est réalisée tous les cinq ans, les populations légales des années intermédiaires étant quant à elles estimées par interpolation ou extrapolation. Pour la commune, le premier recensement exhaustif entrant dans le cadre du nouveau dispositif a été réalisé en 2008,.
En 2013, la commune comptait 1 844 habitants, en évolution de +16,41 % par rapport à 2008 (Isère : +3,89 %, France hors Mayotte : +2,49 %).
| 1793 | 1800 | 1806  | 1821  | 1831  | 1836  | 1841  | 1846  | 1851  |
| ---- | ---- | ----- | ----- | ----- | ----- | ----- | ----- | ----- |
| 870  | 832  | 1 055 | 1 078 | 1 433 | 1 452 | 1 422 | 1 502 | 1 413 |

| 1856  | 1861  | 1866  | 1872  | 1876  | 1881  | 1886  | 1891  | 1896  |
| ----- | ----- | ----- | ----- | ----- | ----- | ----- | ----- | ----- |
| 1 363 | 1 288 | 1 324 | 1 246 | 1 344 | 1 280 | 1 213 | 1 260 | 1 167 |

| 1901  | 1906  | 1911  | 1921 | 1926 | 1931  | 1936  | 1946 | 1954  |
| ----- | ----- | ----- | ---- | ---- | ----- | ----- | ---- | ----- |
| 1 124 | 1 120 | 1 028 | 894  | 939  | 1 007 | 1 004 | 953  | 1 003 |

| 1962  | 1968  | 1975  | 1982  | 1990  | 1999  | 2008  | 2013  | - |
| ----- | ----- | ----- | ----- | ----- | ----- | ----- | ----- | - |
| 1 102 | 1 046 | 1 083 | 1 224 | 1 262 | 1 275 | 1 584 | 1 844 | - |

## Économie
- Manufacture de maroquinerie Hermès[5]

## Lieux et monuments

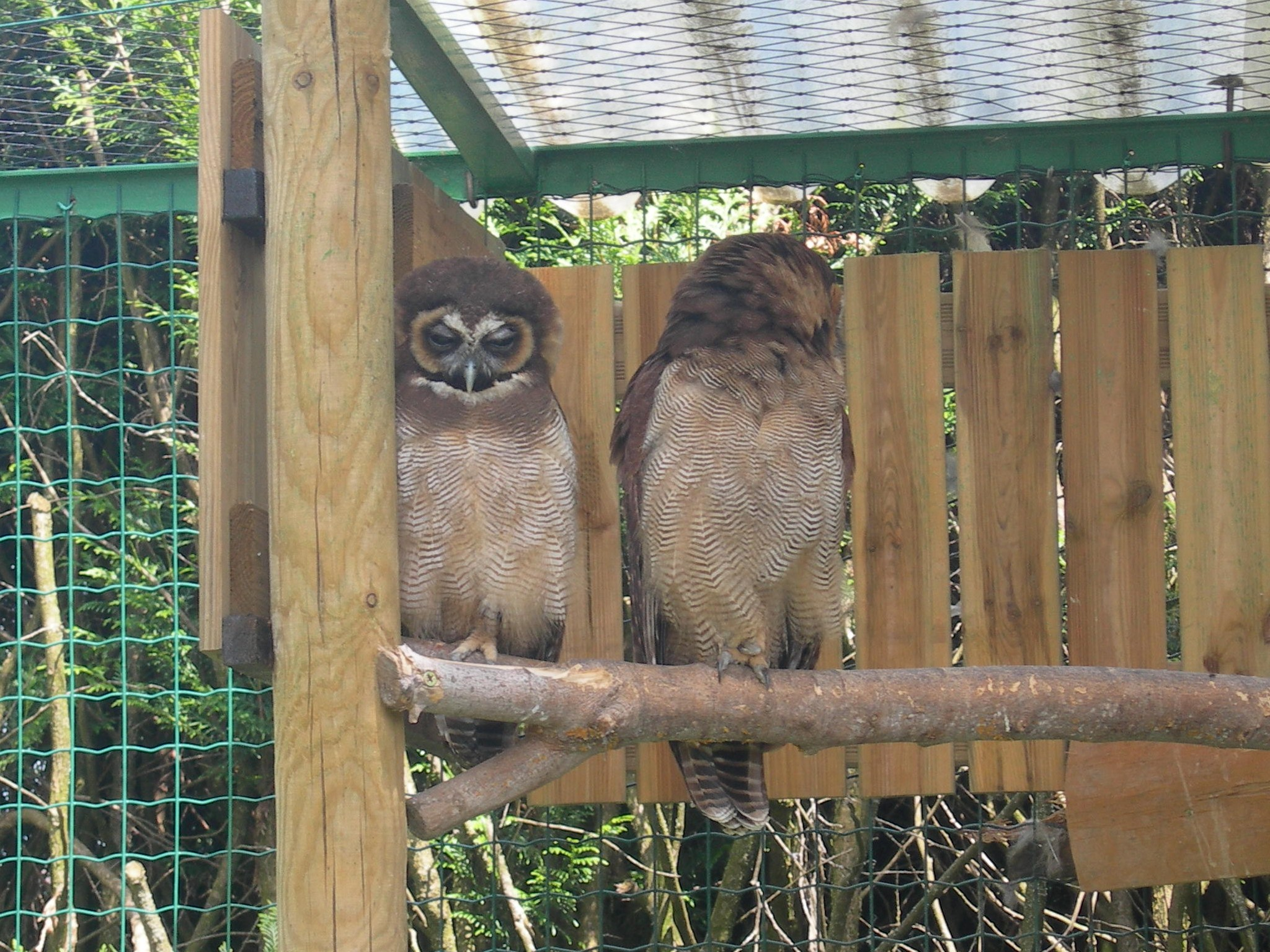
Chouettes leptogrammes (Strix leptogrammica) du domaine des Fauves. Le parc zoologique est le seul de France présentant cet oiseau.

- Parc zoologique domaine des Fauves
- Église Saint-Pierre
  - l'église de Fitilieu sonne l'angélus à 6h45, 11h45 et 18h45. Elle double la sonnerie de chaque heure à deux minutes d'intervalle.